# Pellorneidae
Pellorneidae Delacour, 1946 è una famiglia di uccelli passeriformi diffusi in Asia e Africa.

## Tassonomia
Il clade dei Pellorneidae era in passato inquadrato all'interno della famiglia Timaliidae, da cui è stato segregato in base alle risultanze di studi filogenetici relativamente recenti. Dal 2010 il Congresso Ornitologico Internazionale li riconosce come una famiglia a sé stante.
La famiglia comprende i seguenti generi e specie:
- Genere Laticilla
  - Laticilla burnesii (Blyth, 1844)
  - Laticilla cinerascens (Walden, 1874)

- Genere Alcippe
  - Alcippe variegaticeps Yen, 1932
  - Alcippe cinerea (Blyth, 1847)
  - Alcippe castaneceps (Hodgson, 1837)
  - Alcippe klossi Delacour & Jabouille, 1931
  - Alcippe rufogularis (Mandelli, 1873)
  - Alcippe dubia (Hume, 1874)
  - Alcippe brunnea Gould, 1863
  - Alcippe brunneicauda (Salvadori, 1879)
  - Alcippe poioicephala (Jerdon, 1841)
  - Alcippe pyrrhoptera (Bonaparte, 1850)
  - Alcippe peracensis Sharpe, 1887
  - Alcippe grotei Delacour, 1936
  - Alcippe morrisonia Swinhoe, 1863
  - Alcippe davidi Styan, 1896
  - Alcippe fratercula Rippon, 1900
  - Alcippe hueti David, 1874
  - Alcippe nipalensis (Hodgson, 1837)

- Genere Ptilocichla
  - Ptilocichla leucogrammica (Bonaparte, 1850)
  - Ptilocichla mindanensis (Blasius, 1890)
  - Ptilocichla falcata Sharpe, 1877

- Genere Napothera
  - Napothera rufipectus (Salvadori, 1879)
  - Napothera atrigularis (Bonaparte, 1850)
  - Napothera macrodactyla (Strickland, 1844)
  - Napothera marmorata (Ramsay, 1880)
  - Napothera crispifrons (Blyth, 1855)
  - Napothera brevicaudata (Blyth, 1855)
  - Napothera crassa (Sharpe, 1888)
  - Napothera epilepidota (Temminck, 1828)

- Genere Gampsorhynchus
  - Gampsorhynchus rufulus Blyth, 1844
  - Gampsorhynchus torquatus Hume, 1874

- Genere Ptyrticus
  - Ptyrticus turdinus Hartlaub, 1883

- Genere Illadopsis
  - Illadopsis cleaveri (Shelley, 1874)
  - Illadopsis albipectus (Reichenow, 1888)
  - Illadopsis rufescens (Reichenow, 1878)
  - Illadopsis puveli (Salvadori, 1901)
  - Illadopsis rufipennis (Sharpe, 1872)
  - Illadopsis fulvescens (Cassin, 1859)
  - Illadopsis pyrrhoptera (Reichenow & Neumann, 1895)

- Genere Jabouilleia
  - Jabouilleia danjoui (Robinson & Kloss, 1919)
  - Jabouilleia naungmungensis Rappole, Renner, Shwe & Sweet, 2005

- Genere Rimator
  - Rimator malacoptilus Blyth, 1847
  - Rimator albostriatus Salvadori, 1879
  - Rimator pasquieri Delacour & Jabouille, 1930

- Genere Malacocincla
  - Malacocincla abbotti Blyth, 1845
  - Malacocincla sepiaria (Horsfield, 1821)
  - Malacocincla perspicillata (Bonaparte, 1850)
  - Malacocincla malaccensis (Hartlaub, 1844)
  - Malacocincla cinereiceps (Tweeddale, 1878)

- Genere Malacopteron
  - Malacopteron magnirostre (Moore, 1854)
  - Malacopteron affine (Blyth, 1842)
  - Malacopteron cinereum Eyton, 1839
  - Malacopteron magnum Eyton, 1839
  - Malacopteron palawanense Büttikofer, 1895
  - Malacopteron albogulare (Blyth, 1844)

- Genere Trichastoma
  - Trichastoma rostratum Blyth, 1842
  - Trichastoma celebense Strickland, 1850
  - Trichastoma bicolor (Lesson, 1839)

- Genere Kenopia
  - Kenopia striata (Blyth, 1842)

- Genere Graminicola
  - Graminicola bengalensis Jerdon, 1863
  - Graminicola striatus Styan, 1892

- Genere Pellorneum
  - Pellorneum albiventre (Godwin-Austen, 1877)
  - Pellorneum palustre Gould, 1872
  - Pellorneum ruficeps Swainson, 1832
  - Pellorneum fuscocapillus (Blyth, 1849)
  - Pellorneum tickelli Blyth, 1859
  - Pellorneum buettikoferi (Vorderman, 1892)
  - Pellorneum pyrrogenys (Temminck, 1827)
  - Pellorneum capistratum (Temminck, 1823)